# COX6B1
COX6B1 (англ. Cytochrome c oxidase subunit 6B1) – білок, який кодується однойменним геном, розташованим у людей на короткому плечі 19-ї хромосоми. Довжина поліпептидного ланцюга білка становить 86 амінокислот, а молекулярна маса — 10 192.
| 10         |  | 20         |  | 30         |  | 40         |  | 50         |
| ---------- |  | ---------- |  | ---------- |  | ---------- |  | ---------- |
| MAEDMETKIK |  | NYKTAPFDSR |  | FPNQNQTRNC |  | WQNYLDFHRC |  | QKAMTAKGGD |
| ISVCEWYQRV |  | YQSLCPTSWV |  | TDWDEQRAEG |  | TFPGKI     |  |            |

A: Аланін

C: Цистеїн

D: Аспарагінова кислота

E: Глутамінова кислота

F: Фенілаланін

G: Гліцин

H: Гістидин

I: Ізолейцин

K: Лізин

L: Лейцин

M: Метіонін

N: Аспарагін

P: Пролін

Q: Глутамін

R: Аргінін

S: Серин

T: Треонін

V: Валін

W: Триптофан

Задіяний у такому біологічному процесі, як ацетилювання. 
Локалізований у мітохондрії.